# Peter Thangaraj
Havildar Peter Ramaswamy Thangaraj (Hyderabad, 24 dicembre 1935 – Bokaro, 24 novembre 2008) è stato un militare e calciatore indiano, di ruolo portiere o attaccante.

## Biografia
Dal 1953 al 1960 ha fatto parte dell'esercito indiano, di cui è stato sottufficiale.

## Caratteristiche tecniche
Ispirato da Lev Jašin, è considerato come uno dei migliori portieri della nazionale indiana, tanto da esserne definito "l'ultima guardia". Occasionalmente, ha giocato anche come punta centrale.
(Gautam Roy sul sito delle Olimpiadi)

## Carriera

### Giocatore

#### Club

##### Gli inizi a Secunderabad
Nato a Hyderabad, capoluogo dello stato di Telangana, inizia a giocare a calcio nella suddivisione di Secunderabad, dapprima nelle giovanili del Morning Star Club e poi in quelle del Friends Union Club.

##### Madras Regimental Centre
Nel suo periodo da militare, Thangaraj ha giocato per la squadra del reggimento di Madras, il Madras Regimental Centre, cominciando come attaccante per diventare successivamente portiere, con notevole successo. Con il club ha vinto la Durand Cup nel 1955 e nel 1958 e il Santosh Trophy nel 1960.

##### Mohammedan
Nel 1960, terminato il servizio militare, si trasferisce al Mohammedan Sporting Club di Calcutta. Con la squadra non vince nessuno trofeo, ma, nelle stagioni 1960-1961 e 1962-1963, viene convocato rispettivamente dalle rappresentative calcistiche dei Services (i servizi dello Stato) e del Bengala, trionfando nel Santosh Trophy per 2 volte.

##### Mohun Bagan
Nel 1963 diventa un nuovo giocatore del Mohun Bagan Athletic Club di Calcutta, con il quale ottiene 6 trofei in soli 3 anni: 3 Durand Cup (1963, 1964, 1965) e 3 Calcutta Football League (1963, 1964, 1965). Nella stagione 1964-1965 gioca contemporaneamente anche nella rappresentativa delle Indian Railways (le ferrovie indiane), con cui vince il Santosh Trophy.

##### East Bengal
Nel 1966 passa all'East Bengal FC, diventando da subito il preferito dei tifosi. Con la brigata rossa e oro trionfa nell'IFA Shield da capitano nel 1970. In seguito, è stato nominato portiere del millennio dell'East Bengal.

##### Ritorno al Mohammedan
Nel 1971, dopo cinque anni, lascia i Torch Bearers e fa ritorno al Mohammedan di Calcutta. Dopo una stagione con il club, annuncia il suo ritiro dal calcio giocato.

#### Nazionale

##### Nazionale olimpica

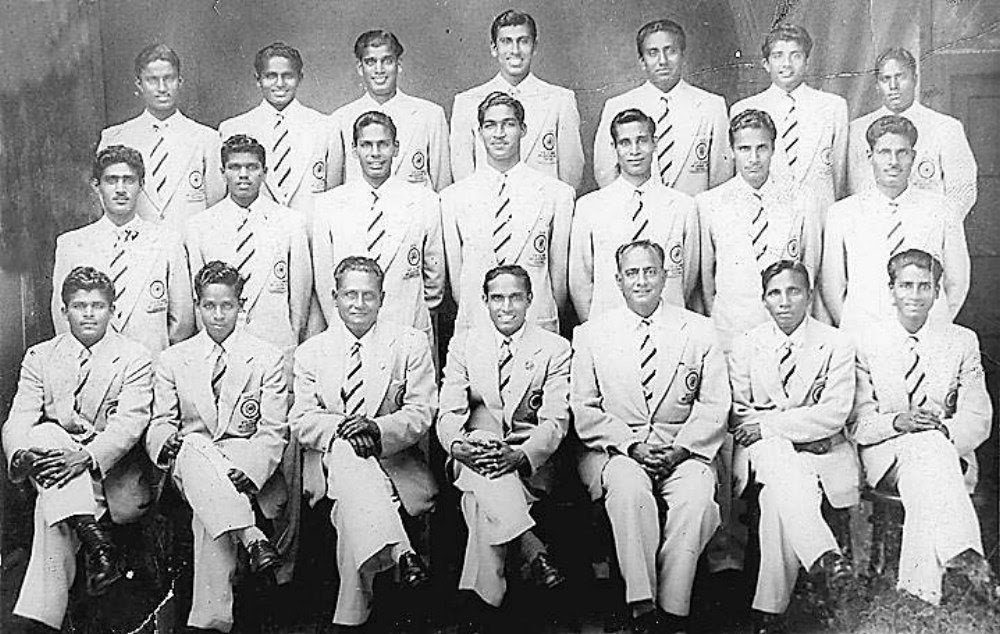
La nazionale olimpica indiana che arrivò quarta alle Olimpiadi del 1956

Thangaraj ha rappresentato l'India ai Giochi olimpici di Melbourne 1956 e a quelli di Roma 1960, classificandosi quarta alla prima (perdendo la partita per il bronzo 3-0 contro la Bulgaria) e venendo subito eliminati alla seconda, con un pessimo quarto e ultimo posto nel Gruppo 4 della fase a gironi.

##### Nazionale maggiore

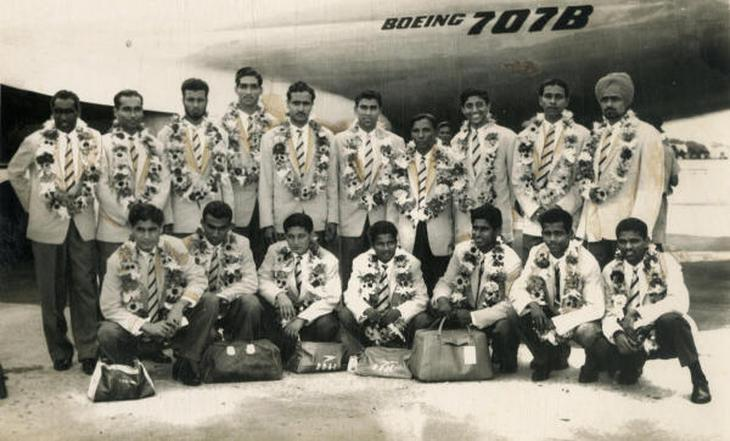
Thangaraj (in piedi, quarto da sinistra) con la nazionale indiana in partenza per i Giochi asiatici di Giacarta il 15 agosto 1962

Ha collezionato la sua prima presenza con la nazionale indiana nella trionfante Coppa Colombo tenutasi a Dacca nel 1955. Ha giocato 3 edizioni consecutive dei Giochi asiatici nel 1958, nel 1962 e nel 1966, vincendo l'oro la seconda volta nel match contro la Corea del Sud. Ha inoltre partecipato alla Coppa d'Asia 1964, arrivando in seconda posizione, e 1968.

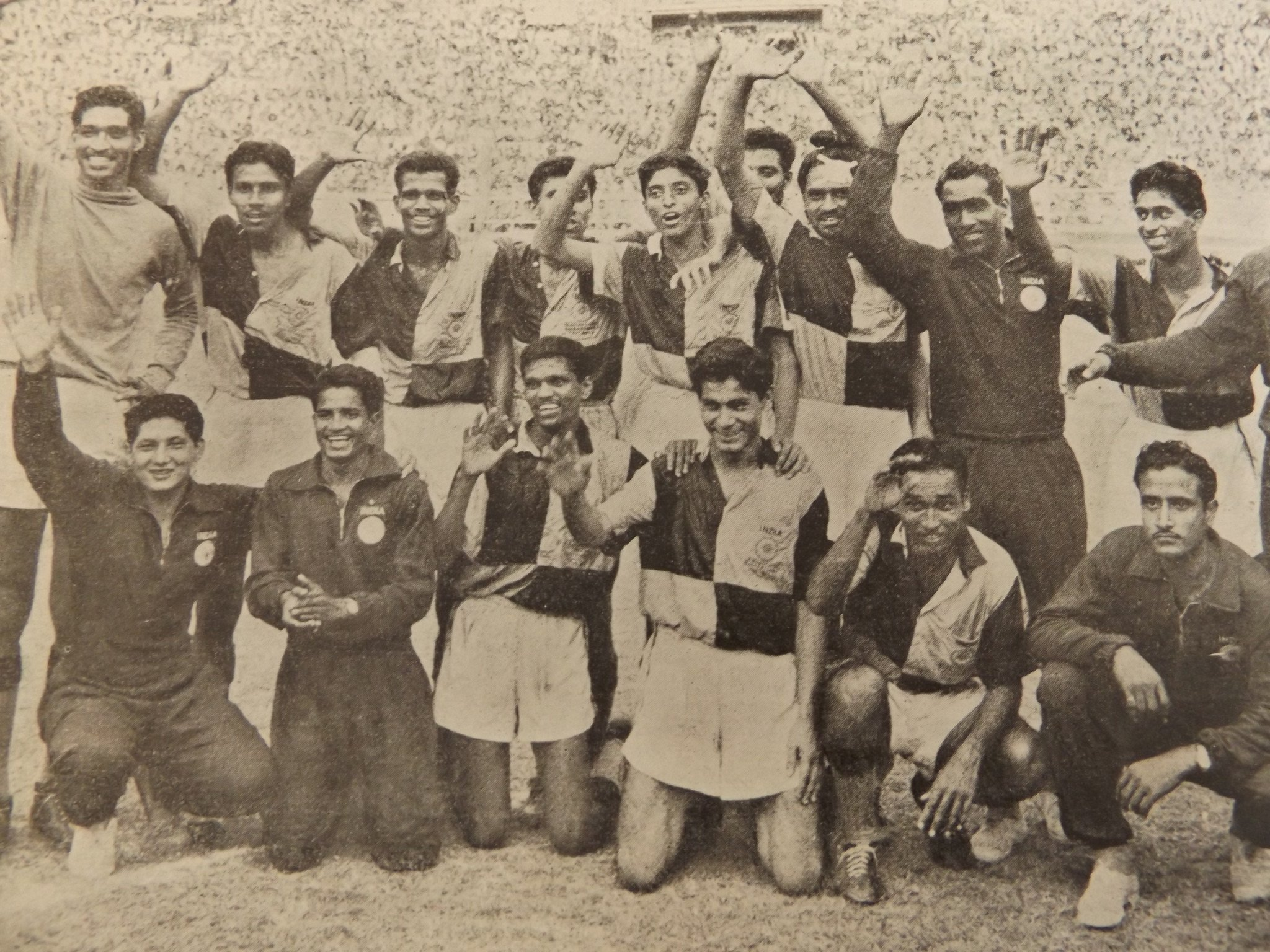
Thangaraj (in piedi, primo da sinistra) con la nazionale indiana neo-vincitrice dell'oro ai Giochi asiatici 1962

Thangaraj ha rappresentato l'India anche alla Pestabola Merdeka, organizzata dalla Federazione calcistica della Malaysia, disputando le edizioni tra il 1958 e il 1966 e raggiungendo il secondo posto nel girone all'italiana del 1959, la finale (persa 1-0 contro la Birmania) nel 1964 e il terzo posto nel 1965 (pareggiando 1-1 la finalina contro la Birmania) e nel 1966 (vincendo 1-0 nella partita di consolazione contro la Corea del Sud).

### Allenatore

#### Università Musulmana di Aligarh

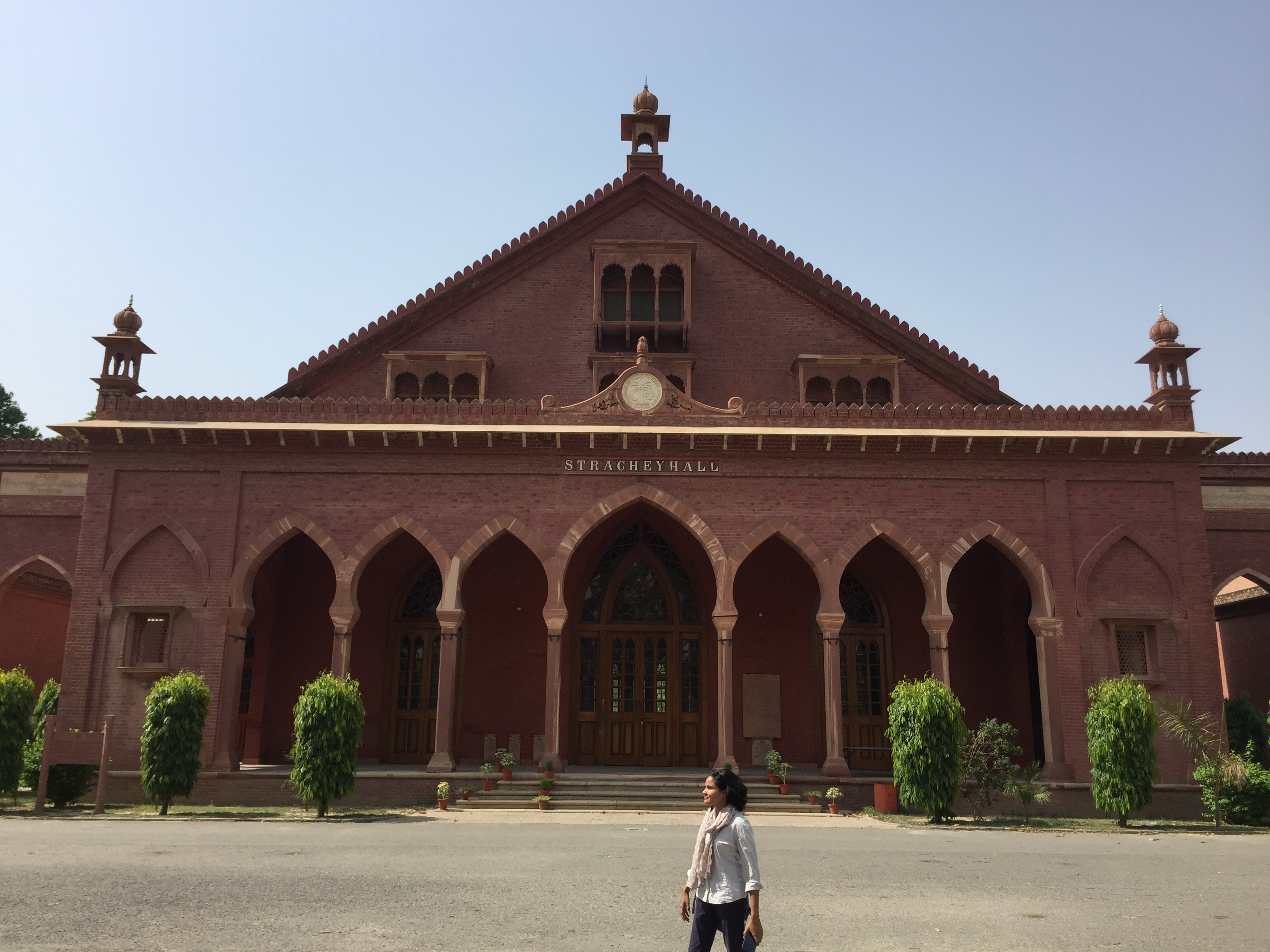
Straghey Hall, nell'Università Musulmana di Aligarh

Dopo aver appeso gli scarpini al chiodo, Thangaraj decide di diventare manager. Viene così chiamato ad allenare, nel 1973, la squadra di calcio dell'Università Musulmana di Aligarh, situata nell'omonima città nell'Uttar Pradesh.

#### Vasco
Dopo l'esperienza universitaria, Thangaraj viene assunto come nuovo tecnico del Vasco SC, militante nella Goa Football League. Sotto la sua gestione, la squadra riesce a vincere la Stafford Challenge Cup, il Chakolas Gold Trophy e il KFA Shield nel 1973, oltre ad arrivare in finale di Trofeo Bordoloi (perdendo contro il Mohun Bagan). Nel 1975 termina l'incarico.

#### Bokaro Steel Plant
Successivamente, Thangaraj entra a far parte della SAIL (Steel Authority of India Limited), la principale azienda siderurgica indiana. Gli viene così assegnato il ruolo di advisor (che ricoprirà per ben 19 anni, dal 1976 al 1995) della squadra di calcio dell'impianto di Bokaro, città dove morirà per un arresto cardiaco nel 2008.

## Statistiche

### Cronologia presenze e reti in nazionale
| Cronologia completa delle presenze e delle reti in nazionale ― India olimpica | Cronologia completa delle presenze e delle reti in nazionale ― India olimpica | Cronologia completa delle presenze e delle reti in nazionale ― India olimpica | Cronologia completa delle presenze e delle reti in nazionale ― India olimpica | Cronologia completa delle presenze e delle reti in nazionale ― India olimpica | Cronologia completa delle presenze e delle reti in nazionale ― India olimpica | Cronologia completa delle presenze e delle reti in nazionale ― India olimpica | Cronologia completa delle presenze e delle reti in nazionale ― India olimpica |
| Data                                                                          | Città                                                                         | In casa                                                                       | Risultato                                                                     | Ospiti                                                                        | Competizione                                                                  | Reti                                                                          | Note                                                                          |
| ----------------------------------------------------------------------------- | ----------------------------------------------------------------------------- | ----------------------------------------------------------------------------- | ----------------------------------------------------------------------------- | ----------------------------------------------------------------------------- | ----------------------------------------------------------------------------- | ----------------------------------------------------------------------------- | ----------------------------------------------------------------------------- |
| 1-12-1956                                                                     | Melbourne                                                                     | Australia olimpica                                                            | 2 – 4                                                                         | India olimpica                                                                | Olimpiadi 1956 - 2º turno                                                     | -2                                                                            |                                                                               |
| 26-8-1960                                                                     | L'Aquila                                                                      | Ungheria olimpica                                                             | 2 – 1                                                                         | India olimpica                                                                | Olimpiadi 1960 - Gruppo D                                                     | -2                                                                            |                                                                               |
| 29-8-1960                                                                     | Grosseto                                                                      | Francia olimpica                                                              | 1 – 1                                                                         | India olimpica                                                                | Olimpiadi 1960 - Gruppo D                                                     | -1                                                                            |                                                                               |
| 1-9-1960                                                                      | Pescara                                                                       | Perù olimpica                                                                 | 3 – 1                                                                         | India olimpica                                                                | Olimpiadi 1960 - Gruppo D                                                     | -3                                                                            |                                                                               |
| Totale                                                                        |                                                                               | Presenze                                                                      | 4                                                                             |                                                                               | Reti                                                                          | -8                                                                            |                                                                               |

## Palmarès

### Giocatore

#### Club
- Durand Cup: 5

Madras Regimental Centre: 1955, 1958
Mohun Bagan: 1963, 1964, 1965
- Calcutta Football League: 3

Mohun Bagan: 1963, 1964, 1965
- IFA Shield: 1

East Bengal: 1970

#### Rappresentative statali
- Santosh Trophy: 3

Services: 1960-1961
Bengala: 1962-1963
Railways: 1964-1965

#### Nazionale
- Coppa Colombo: 1

1955
- Giochi asiatici: 1

1962

#### Individuale
- Miglior portiere dell'Asia: 1

1958
- Arjuna Award: 1

1967
- AFC - Asian All Stars: 1

1967
- East Bengal FC - portiere del millennio
- Portieri asiatici del secolo: 1

2000
- Sportskeeda All Time Indian Football XI

### Allenatore
- Stafford Challenge Cup: 1

1973
- Chakolas Gold Trophy: 1

1973
- KFA Shield: 1

1973